# Eric Ladin
Eric Steven Ladin, född 16 februari 1978 i Houston, Texas, är en amerikansk skådespelare.

## Rollista i urval
- 2004 – Toolbox Murders
- 2005 – Cursed
- 2008 – Generation Kill (TV-serie) (7 avsnitt)
- 2008–2009 – Mad Men (TV-serie) (4 avsnitt)
- 2011–2012 – The Killing (TV-serie) (26 avsnitt)
- 2014 – American Sniper
- 2014 – Annabelle
- 2016 – Wolves at the Door
- 2019 – For All Mankind (TV-serie) (6 avsnitt)
- 2020 – The Right Stuff (TV-serie) (8 avsnitt)
- 2022 – Ozark (TV-serie) (3 avsnitt)
- 2022 – Där kräftorna sjunger